# Nessuno si salva da solo
Nessuno si salva da solo è un romanzo del 2011 di Margaret Mazzantini vincitore nello stesso anno del Premio Flaiano per la narrativa.
L'opera è incentrata sui temi del rapporto di coppia e dell'anoressia.
Dal romanzo è stato tratto nel 2015 il film omonimo diretto dal marito dell'autrice Sergio Castellitto. 

## Trama
Delia e Gaetano (Gae) sono sposati e hanno due figli, Cosmo e Nico. Da poco tempo vivono separati, lei ha tenuto la casa con i bambini, lui vive in un residence. Delia, che in passato ha sofferto di anoressia, è una biologa nutrizionista, Gaetano è uno sceneggiatore di programmi televisivi. Si sono conosciuti nello studio di Delia, dove Gaetano si era presentato per gonfiori di stomaco.
Delia e Gae si incontrano per una cena in un ristorante per concordare le attività estive dei bambini. La cena occupa l'intero svolgimento del libro, ma con continui flashback viene ripercorsa la vita dei protagonisti, dall'entusiasmo dei primi anni di vita in comune, all'insorgere dei primi problemi, fino alla separazione.
Sia Delia che Gae sono stati condizionati dai difficili rapporti avuti con i genitori. Delia soffrì molto quando la madre, Fiamma, che ora si occupa spesso di Cosmo e Nico, abbandonò lei e il padre, un medico morto da tempo. Gae si è sempre sentito incompreso dal padre, Aldo, che non è riuscito a infondergli autostima.
I primi litigi tra Delia e Gae hanno un influsso negativo anche sui figli, in particolare su Cosmo, che diventa un bambino molto sensibile e insicuro: genitori si chiedono spesso se diventerà omosessuale. Durante una festa organizzata per il compleanno di Cosmo, Gae conosce l'animatrice Matilde. L'uomo si era ripromesso di non tradire mai la moglie, ma i buoni propositi crollano immediatamente: Matilde e Gae cominciano a frequentarsi e in breve diventano amanti. La loro relazione viene scoperta da Delia, che li sorprende a baciarsi in un parco.
Un altro episodio che ha fortemente influito sui rapporti tra Delia e Gae è stato l'aborto a cui la donna fu costretta quando era incinta del terzo figlio. Delia, i cui denti erano stati rovinati dall'acidità dovuta all'anoressia, si era finalmente decisa a farseli curare, con la contrarietà di Gae, i cui ricordi dei primi baci erano legati all'imperfezione dei denti di Delia. Il dentista, all'oscuro della gravidanza, aveva fatto radiografie senza protezione, così si era reso necessario l'aborto per evitare pericoli di malformazioni.
Quando Delia e Gae, esasperati dalle continue liti, decidono di separarsi, la vita continua a essere difficile per entrambi. Delia rischia di ricadere nell'anoressia ed è così nervosa che arriva a sfogare la sua ira contro Cosmo sbattendogli la testa contro una porta, un giorno in cui è irritata dal mancato arrivo di Gae che, sommerso dal lavoro, non può venire a prendere i figli per trascorrere con loro la domenica.
Durante la cena Gae cerca inutilmente di convincere Delia a dargli il permesso di frequentare la loro casa per rivedere i figli, ma lei teme che i bambini ogni volta soffrano vedendo il padre allontanarsi nuovamente. L'atteggiamento di Gae spazientisce Delia, che non riesce a trattenersi e gli tira in faccia il gelato. Al termine della cena Delia e Gae vengono avvicinati da una coppia di anziani che avevano osservato spesso da un tavolo vicino. Lui chiacchiera molto e confida di essere malato di cancro: dovendo operarsi, chiede a Delia e Gae di pregare per lui perché, sostiene, «nessuno si salva da solo».

## Edizioni
- Margaret Mazzantini, Nessuno si salva da solo, collana Scrittori italiani e stranieri, Arnoldo Mondadori Editore, 2011,  p. 189, ISBN 978-88-04-60865-3.